# Port lotniczy Knock
Port lotniczy Knock (IATA: NOC, ICAO: EIKN) – port lotniczy położony 5,6 km na południowy zachód od Charlestown, w hrabstwie Mayo, w Irlandii. Lotnisko obsługuje zachodnią i północno-zachodnią część Irlandii. W 2008 z usług portu skorzystało 630 tys. pasażerów.

## Linie lotnicze i połączenia
| Linia lotnicza | Kierunek |
| -------------- | --- |
| Aer Lingus     | 1. Londyn-Heathrow |
| Ryanair        | 1. Birmingham 2. East Midlands 3. Edynburg 4. Lanzarote 5. Liverpool 6. Londyn-Luton 7. Londyn-Stansted 8. Malaga 9. Manchester 10. Teneryfa-Południe (od 2 listopada 2023) Sezonowo: 1. Alicante 2. Mediolan-Bergamo 3. Bristol 4. Kolonia/Bonn 5. Faro 6. Girona 7. Palma de Mallorca |